# Cruzada de Livonia
La cruzada de Livonia o cruzada contra los livonios se refiere a la conquista del territorio que constituyen las actuales Estonia y Letonia durante las Cruzadas bálticas. Fueron sancionadas por el Papa y protagonizadas mayoritariamente por alemanes del Sacro Imperio Romano Germánico y daneses. Acabó con la creación de la Terra Mariana y del ducado de Estonia. Estas tierras en la orilla oriental del mar Báltico fueron los últimos confines de Europa en ser cristianizados.
El 2 de febrero de 1207 se estableció un estado eclesiástico llamado Terra Mariana en los territorios conquistados, como principado del Sacro Imperio Romano, proclamado por el papa Inocencio III en 1215 como dependiente de la Santa Sede Después del éxito de la Cruzada, los territorios ocupados, alemán y danés, fueron divididos en seis principados feudales por Guillermo de Módena.

## Guerras contra livonios y latgalianos (1198-1209)

Tribus bálticas, ca 1200.

Conquistas alemanas

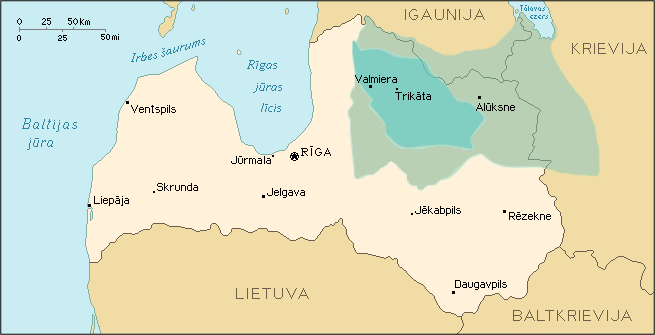
Tierras de Tālava

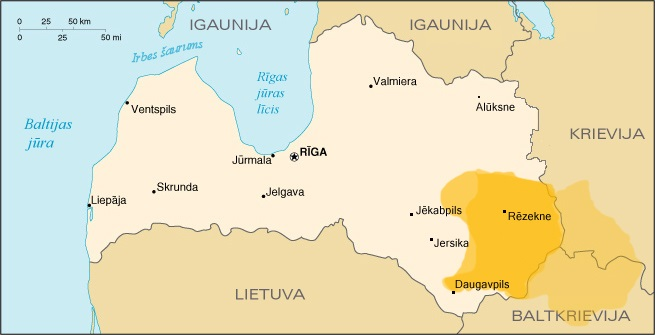
Tierras de Lotigola

San Meinhard de Segeberg llegó a Ikšķile en 1184 con la misión de convertir a los livonios paganos, y fue consagrado obispo de Üxküll en 1186. En aquellos días la ciudad era el centro de las actividades misioneras en el área livonia.
Los indígenas livonios, que habían pagado tributo al principado de Pólatsk eslavo del este, y padecían a menudo los ataques de sus vecinos del sur, los semigalianos, al principio consideraron a los alemanes (sajones) unos aliados útiles. El primer livonio importante que se convirtió en su dirigente fue Kaupo de Turaida, quien fue bautizado alrededor de 1189.
El papa Celestino III había pedido una cruzada contra los paganos de Europa septentrional en 1193. Cuando los medios pacíficos de conversión no produjeron resultados, el impaciente Meinhard planeó convertir a los livonios a la fuerza, pero fracasó. Murió en 1196, habiendo fallado en su misión. Su sustituto, el obispo Berthold de Hanover, un cisterciense, abad de Loccum llegó con un gran contingente de cruzados en 1198. Poco después, mientras iba montado al frente de sus tropas en batalla, Berthold fue rodeado y asesinado, y su fuerza, derrotada por los livonios.
Para vengar la derrota de Berthold, el papa Inocencio III emitió una bula que declaraba una cruzada contra los livonios. Albrecht von Buxthoeven, consagrado obispo en 1199, llegó el año siguiente con una gran fuerza y estableció la ciudad de Riga como sede de su obispado de Riga en 1201. En 1202 creó la Orden de los Hermanos Livonios de la Espada para ayudar en la conversión de los paganos al cristianismo y, lo más importante, para proteger el comercio alemán y asegurar su control.
A medida que el dominio alemán aumentaba, los livonios y su jefe bautizado se rebelaron contra los cruzados. Las fuerzas de Kaupo fueron derrotadas en Turaida en 1206, y los livonios fueron declarados convertidos. Posteriormente, Kaupo permaneció como aliado de los cruzados hasta su muerte en la batalla del día de San Mateo en 1217.
Hacia 1208 los importantes puntos comerciales de Salaspils (Holme), Koknese (Kokenhusen) y Sēlpils (Selburg), sobre el río Daugava, había sido tomados a raíz de una enérgica campaña de Albert. En el mismo año, los gobernantes de los condados latgalianos de Tālava, Satekle, y Autine establecieron alianzas militares con la Orden, y se inició la construcción de los castillos de Cesis y Koknese, donde confluyen los ríos Daugava y Pērse, reemplazando al castillo de madera de los latgalianos.
En 1209 Albert, dirigiendo las fuerzas de la Orden, capturó la capital del principado latgaliano de Jersika, y tomó cautiva a la mujer del gobernante Visvaldis. Visvaldis fue forzado a entregar su reino a Albert como una cesión al arzobispado de Riga, y recibió a cambio una porción del mismo como feudo. Tālava, debilitado en guerras con estonios y rusos, se convirtió en estado vasallo del arzobispado de Riga en 1214, y en 1224 fue finalmente dividido entre el arzobispado y la Orden.

## Guerras contra los estonios (1208–-227)

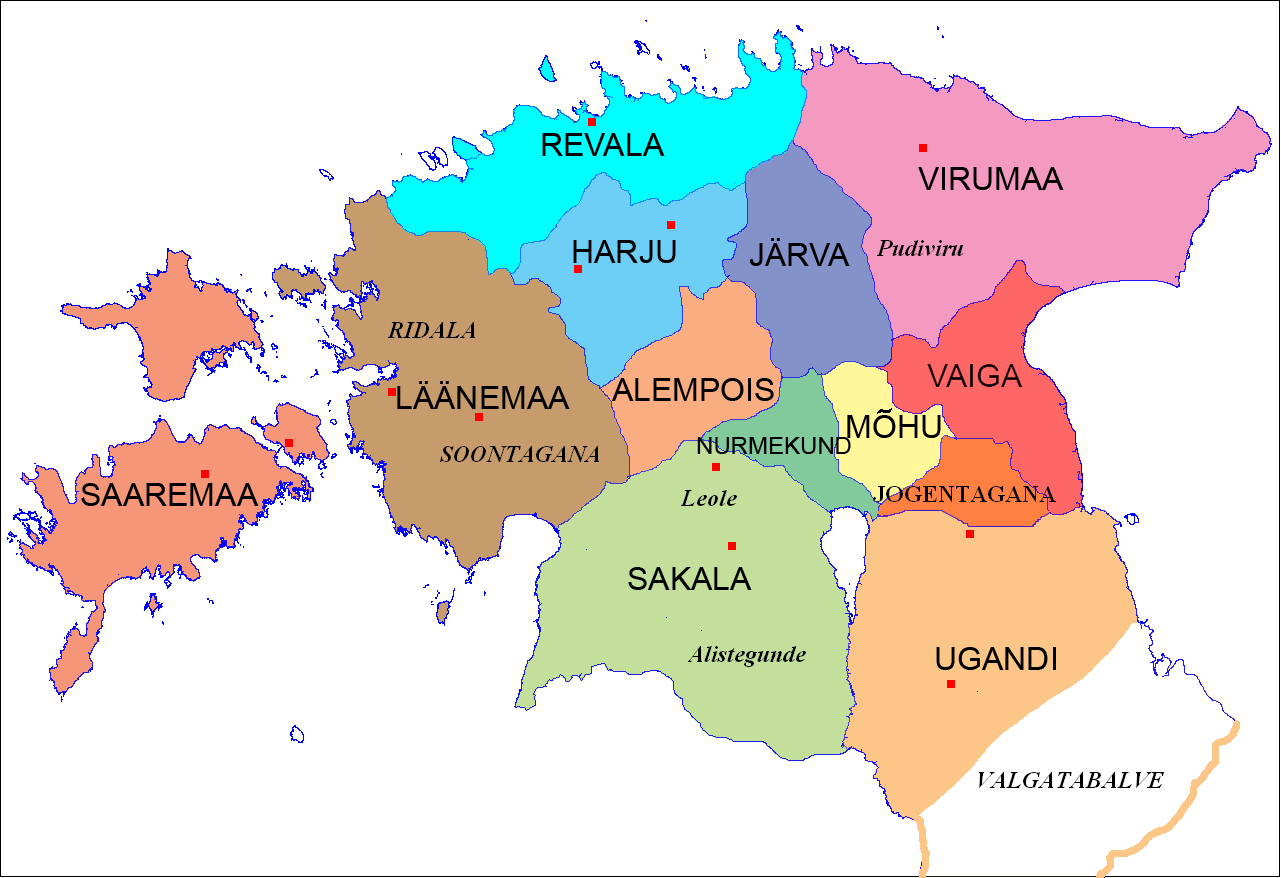
Condados de la Estonia antigua

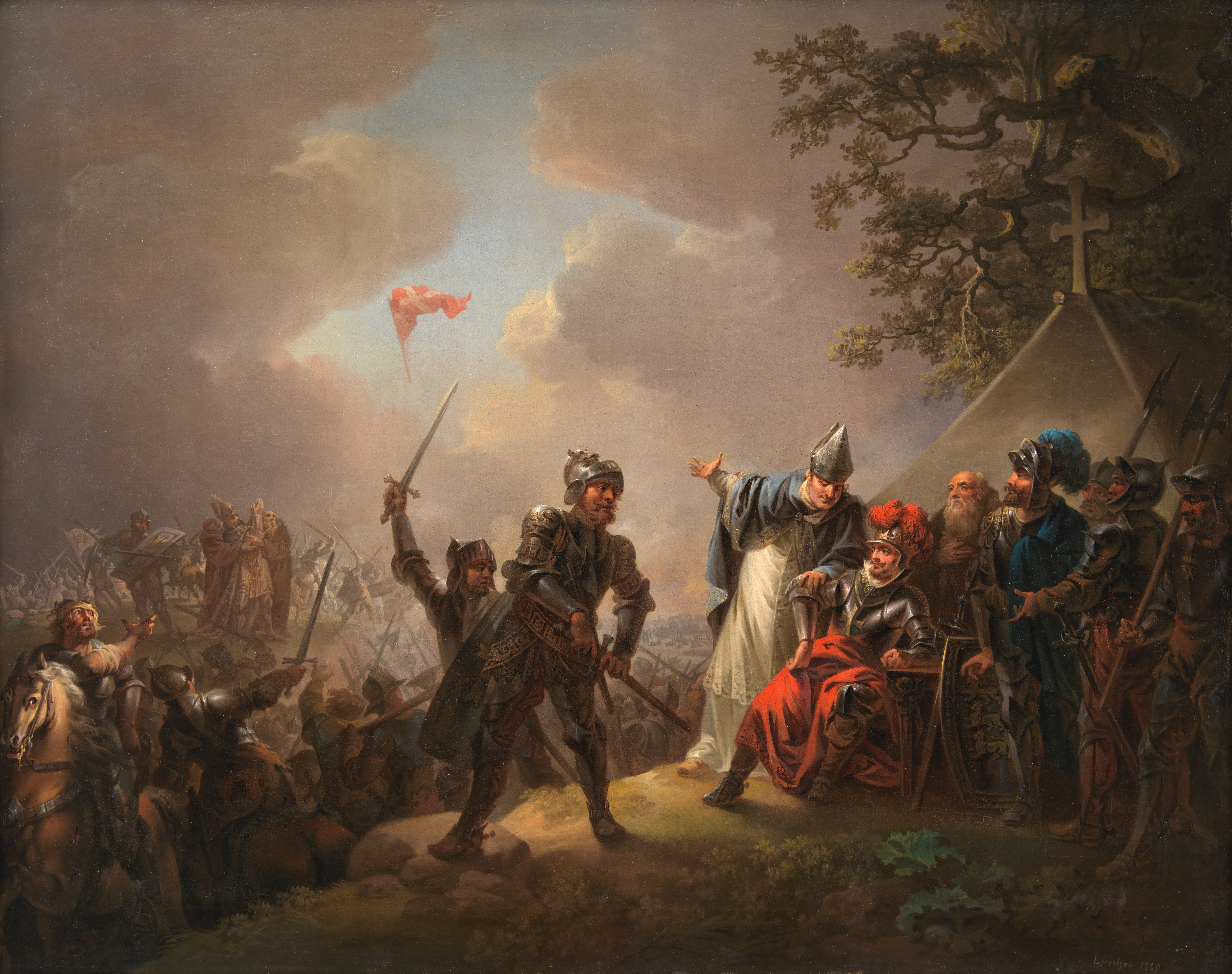
La Dannebrog cayendo del cielo durante la batalla de Lyndanisse, 1219.

En 1208 los cruzados ya eran los bastante fuertes para empezar operaciones contra los estonios, quienes estaban en aquel tiempo divididos en ocho condados importantes y siete condados más pequeños, dirigidos por ancianos, con una limitada cooperación entre ellos. Con la ayuda de las tribus locales recién convertidas de livonios y latgalianos, los cruzados iniciaron los ataques en Sakala y Ugaunia, en Estonia del sur. Las tribus estonias resistieron ferozmente los ataques de Riga y ocasionalmente saquearon los territorios controlados por los cruzados.
En 1208–1227, partidas de guerra de ambos bandos arrasaron Livonia, Latgalia, y otros condados estonios, con los livonios, latgalianos y rusos de la república de Nóvgorod, sirviendo como aliados, tanto de cruzados como de estonios. Los castros fortificados, que eran los centros claves de los condados estonios, fueron asediados, capturados, y recapturados varias veces. Una tregua entre las partes cansadas fue establecida por tres años (1213–1215). Se demostró en general más favorable a los alemanes, quienes consolidaron su posición política, mientras los estonios fueron incapaces de desarrollar su sistema de alianzas someras a un estado centralizado. Estuvieron dirigidos por Lembitu de Lehola, el mayor de Sackalia, quien en 1211 había llamado la atención de los cronistas alemanes como la figura central de la resistencia estonia. El dirigente livonio Kaupo fue asesinado en la batalla del día de San Mateo, cerca de Viljandi (Fellin) el 21 de septiembre de 1217, pero Lembitu fue también muerto, y la batalla fue una derrota aplastante para los estonios.
Los reinos cristianos de Dinamarca y de Suecia estaban también ansiosos por expansionarse hacia las orillas orientales del Báltico. En 1218 Albert pidió asistencia al rey Valdemar II de Dinamarca, pero Valdemar en cambio arregló un tratado con la Orden. El rey resultó victorioso en la batalla de Lyndanisse en Revelia en 1219, a lo que se atribuye el origen de la bandera de Dinamarca. Posteriormente funda la fortaleza de Castrum Danorum, la cual fue infructuosamente asediada por los estonios en 1220 y 1223. El rey Juan I de Suecia intentó establecer una presencia sueca en la provincia de Wiek, pero sus tropas fueron derrotadas por los osilianos en la batalla de Lihula en 1220. Revelia, Harrien y Vironia, la totalidad de Estonia del norte, pasó a control danés.
Durante la revuelta de 1223, todos los baluartes cristianos en Estonia, salvo Tallin cayeron en manos estonias, siendo sus defensores muertos. En 1224 todas las grandes fortalezas  fueron reconquistadas por los cruzados, excepto Tharbata, la cual estuvo defendida por una guarnición estonia y 200 mercenarios rusos. El dirigente de las tropas rusas era Vyachko, a quien la república de Nóvgorod había prometido la fortaleza y sus tierras circundantes «si las pueda conquistar para él». Tharbata fue finalmente capturada por los cruzados en agosto de 1224, y todos sus defensores asesinados.
A comienzos de 1224, el emperador Federico II Hohenstaufen había anunciado en Catania que Livonia, Prusia, Sambia y varias de las provincias vecinas, serían en adelante consideradas reichsfrei, es decir, subordinadas directamente a la Iglesia católica y al Sacro Imperio Romano Germánico, en lugar de estar bajo la jurisdicción de sus gobernantes locales. Al final de año, el papa Honorio III anunció el nombramiento del obispo Guillermo de Módena como legado papal para Livonia, Prusia, y otros países.
En 1224, los Hermanos Livonios de la Espada establecieron su sede en Fellin (Viljandi), en Sackalia, en un lugar en el que las paredes del castillo del Maestro todavía permanecen en pie. Otros baluartes importantes fueron Wenden (Cēsis), Segewold (Sigulda) y Ascheraden (Aizkraukle).
La Crónica de Enrique de Livonia, uno de las grandes narrativas medievales, fue escrita probablemente como un informe para Guillermo de Módena, proporcionándole la historia de la Iglesia en Livonia hasta su tiempo. Relata que en 1226, en el baluarte de Tarwanpe, Guillermo de Módena medió con éxito una paz entre los alemanes, los daneses y los vironianos.

### Guerra contra Saaremaa (1206–1261)

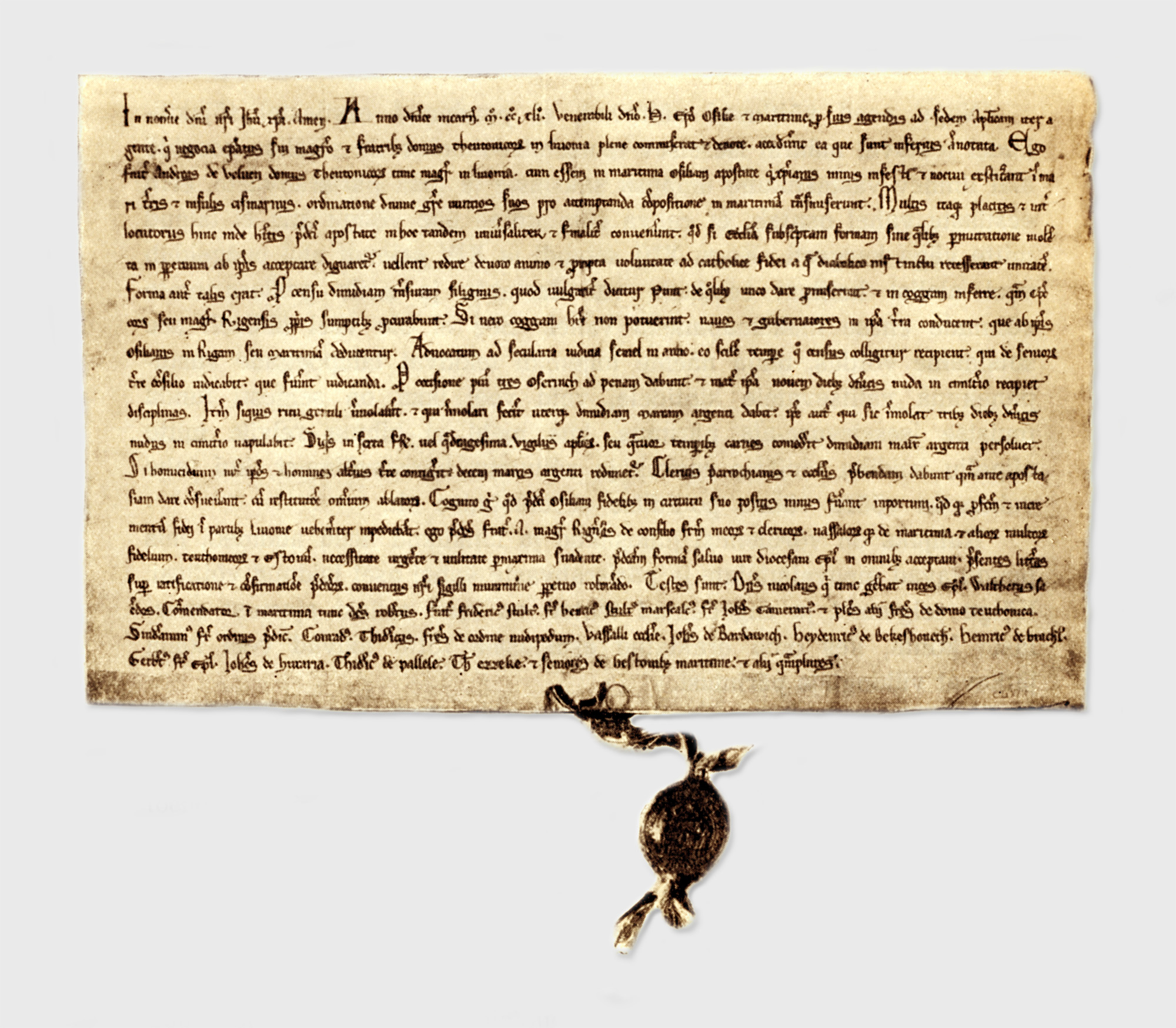
El Tratado de 1241 entre la Orden Livona, el Obispado de Ösel-Wiek y los Osilianos en Archivos Nacionales de Suecia

En 1206, un ejército danés dirigido por el rey Valdemar II y Andreas, obispo de Lund, desembarcó en la isla de Saaremaa e intentó establecer una fortaleza, sin éxito. En 1216, los Hermanos Livonios de la Espada y el obispo Teodorico unieron fuerzas e invadieron Saaremaa sobre el mar congelado. Los osilianos respondieron atacando territorio alemán en Letonia en la primavera siguiente. En 1220 un ejército sueco dirigido por el rey Juan I de Suecia y el obispo Karl de Linköping capturó Lihula en Rotalia, Estonia occidental. Los osilianos atacaron la fortaleza sueca más tarde el mismo año y mataron a la guarnición entera, incluido al obispo de Linköping.
En 1222, el rey danés Valdemar II intentó una segunda conquista de Saaremaa, esta vez estableciendo una fortaleza de piedra con una fuerte guarnición. La fortaleza fue sitiada y se rindió al cabo de cinco días, regresando la guarnición danesa a Revel y dejando a Teodorico, hermano del obispo Albert de Riga, y a otros como rehenes de paz. El castillo fue destruido por los osilianos.
En 1227, los Hermanos Livonios de la Espada, la ciudad de Riga, y el obispo de Riga organizaron un ataque combinado contra Saaremaa. Después de la rendición de dos importantes baluartes osilianos, Muhu y Valjala, los osilianos aceptaron formalmente el cristianismo.
Después de la derrota de los Hermanos de la Espada en la batalla de Saule en 1236, la lucha estalló de nuevo en Saaremaa. En 1241 los osilianos aceptaron una vez más el cristianismo, firmando tratados con el Maestro de la Orden Livona en Velven, Andreas y el obispado de Ösel-Wiek. Esto fue seguido por un tratado firmado en 1255 por el Maestro de la Orden, Anno Sangerhausenn, y, en nombre de los osilianos, por ancianos cuyos nombres fueron fonéticamente transcritos por escribanos latinos como Ylle, Culle, Enu, Muntelene, Tappete, Yalde, Melete y Pastel. El tratado concedió a los osilianos varios derechos distintivos con respecto a la propiedad y herencia de tierra, el orden social, y la práctica de religión.
La guerra estalló en 1261, cuando los osilianos, una vez más renunciaron al cristianismo y mataron a todos los alemanes en la isla. Un tratado de paz se firmó después de que la unión de fuerzas de la Orden Livona, el obispado de Ösel-Wiek y la Estonia danesa, incluyendo la parte continental de estonios y letones, derrotara a los osilianos al capturar su fortaleza de Kaarma. Poco después, la Orden Livona estableció un fuerte de piedra en Pöide.
El 24 de julio de 1343, los osilianos surgieron una vez más, matando a todos los alemanes en la isla, ahogando a todos los clérigos, y asediando a la Orden Livona en el castillo de Pöide. Después de que la guarnición se rindiera, los osilianos masacraron a los defensores y destruyeron el castillo. En febrero de 1344 Burchard von Dreileben dirigió una campaña sobre el mar congelado a Saaremaa. La fortaleza de los osilianos fue conquistada, y su dirigente Vesse fue colgado. En la primavera de 1345, la campaña próxima de la Orden Livona acabó con un tratado mencionado en la Crónica de Hermann von Wartberge y la Crónica de Nóvgorod.
Saaremaa quedó como vasalla del maestro de la Orden Livona y del obispado de Ösel-Wiek hasta 1559.

## Guerras contra los curonios (1242–67)

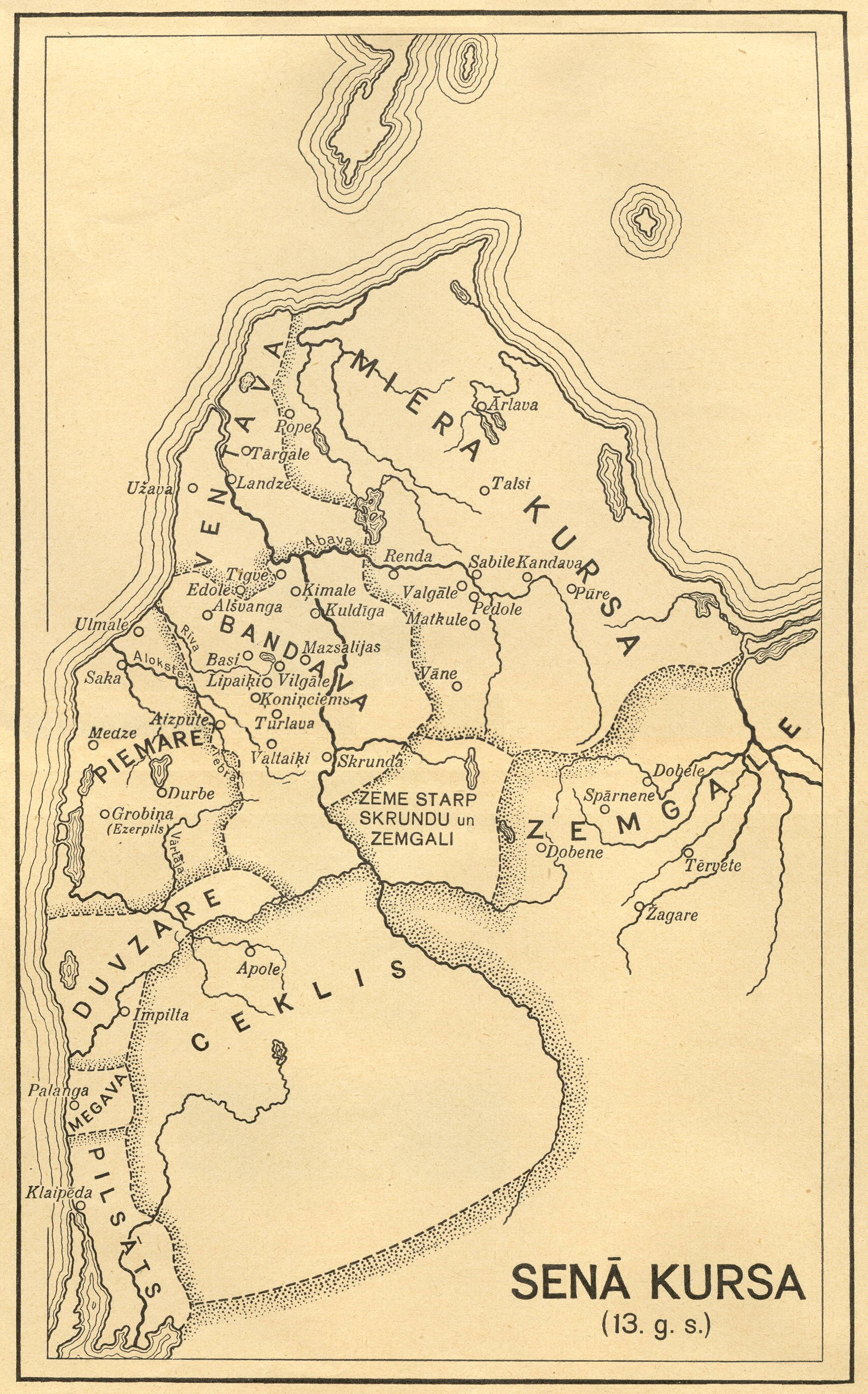
Tierras curonias

En julio de 1210 los curonios atacaron Riga Después de un día de lucha, fueron incapaces de romper las murallas de la ciudad. Cruzaron al otro lado del Daugava para quemar a sus muertos y llorar durante tres días. En 1228 los curonios, junto con los semigalianos atacaron otra vez Riga. A pesar de que fracasaron en tomar la ciudad, destruyeron un monasterio en Daugavgriva y mataron a todos los monjes.
Después de la derrota de los estonios y osilianos en 1227, los curonios fueron enfrentados por enemigos lituanos en el este y el sur, y acosados por los Hermanos Livonios de la Espada desde el norte; en el oeste, en la orilla del mar, sus archienemigos daneses y suecos, estaban al acecho, esperando una oportunidad. En esa situación desesperada, más allá agravada por una hambruna, los curonios prefirieron hacer la paz con los conquistadores cristianos, invitando a los monjes a su país, para huir así de los ataques de las naciones escandinavas. En 1230 los curonios en la parte del norte de Curlandia, bajo su caudillo Lamekins (Lammechinus Rex), firmaron un tratado de paz con los alemanes, y las tierras que habitaban fueron conocidas en adelante como Vredecuronia o Paz Courland. Los curonios del sur, sin embargo, continuaron resistiendo a los invasores.
En 1260, los curonios estuvieron implicados en la batalla de Durbe, uno de las batallas más grandes en Livonia en el siglo XIII. Fueron forzados a luchar en el lado de los cruzados. Cuando la batalla empezó, los curonios abandonaron a los caballeros. Peter von Dusburg alegó que incluso atacaron a la retaguardia de los Caballeros. Los estonios y otras personas locales pronto siguieron a los curonios y abandonaron también a los Caballeros, lo que permitió a los samogitios obtener la victoria sobre la Orden Livona. Fue una dura derrota para la Orden, y poco después estallaron revueltas contra los cruzados en tierras de los curonios y prusianos.
La resistencia curonia fue finalmente sometida en 1266, cuando la totalidad de Curlandia se repartió entre la Orden Livona y el arzobispo de Riga. Los nobles curonios, entre ellos 40 clanes de los descendientes de los reyes curonios, que vivían en la ciudad de Kuldīga, conservaron su libertad personal y algunos de sus privilegios.

## Guerras contra los semigalianos (1219-1290)

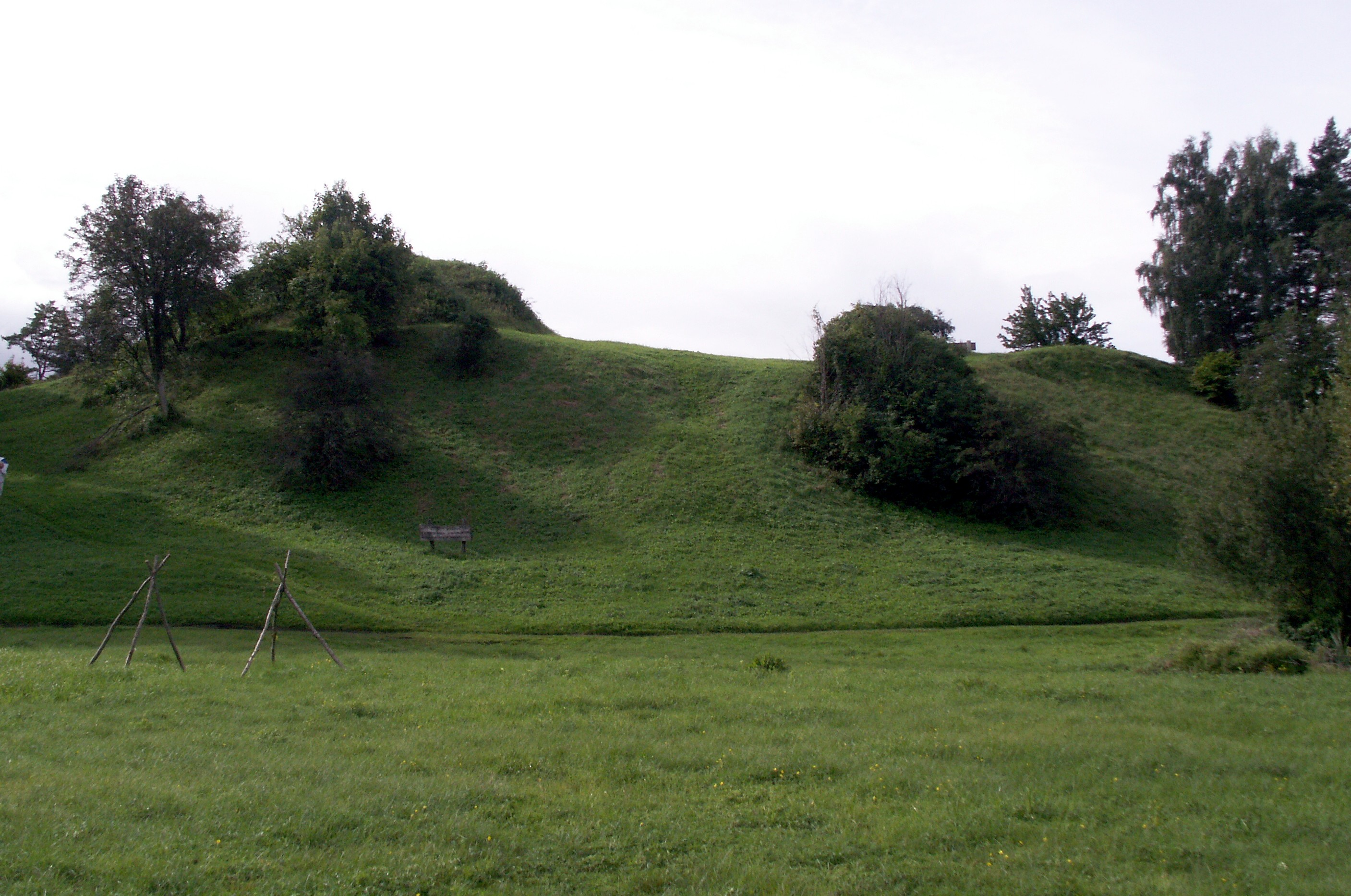
Castro Tērvete, principal centro semigaliano en el siglo XIII

Según la Crónica de Enrique de Livonia, los semigalianos formaron una alianza con el obispo Albert de Riga contra los rebeldes livonios antes de 1203, y recibieron ayuda militar para contener los ataques lituanos en 1205. En 1207, el duque semigaliano, Viestards (en latín: dux Semigallorum) ayudó al jefe livonio bautizado, Kaupo a reconquistar su castillo de Turaida a los rebeldes paganos.
En 1219, la alianza semigaliana-alemana fue cancelada después de una invasión de los cruzados a Semigalia. El duque Viestards formó rápidamente una alianza con lituanos y curonios. En 1228, semigalianos y curonios atacaron el monasterio Daugavgrīva, baluarte principal de los cruzados en el delta del río Daugava. Los cruzados tomaron venganza e invadieron Semigalia. Los semigalianos, a su vez saquearon las tierras alrededor del castro Aizkraukle.
En 1236, los semigalianos atacaron de nuevo a los cruzados, que retrocedían a Riga después de la batalla de Saule, asesinando a muchos de ellos. 
Después de ataques regulares, la Orden Livona subyugó parcialmente a los semigalianos en 1254.
En 1270, el duque Magnífico lituano Traidenis, junto con los semigalianos, atacó Livonia y Saaremaa. Durante la batalla de Karuse en el congelado golfo de Riga, los livonios derrotaron a la Orden, y su maestro Otto von Lutterberg fue muerto.
En 1287, alrededor de 1400 semigalianos atacaron un baluarte cruzado en Ikšķile y saquearon las tierras cercanas. Cuando regresaron a Semigalia fueron capturados por las fuerzas de la Orden, y la gran batalla de Garoza empezó cerca del río Garoza. Las fuerzas cruzadas fueron sitiadas y malamente derrotadas. Más de 40 caballeros fueron asesinados, incluyendo el maestro de la Orden Livona, Willekin von Endorp, y un número desconocido de aliados de los cruzados. Fue la última victoria de los semigalianos sobre las fuerzas crecientes de la Orden Livona.
En 1279, después de la batalla de Aizkraukle, el duque Magnífico Traidenis de Lituania apoyó una revuelta semigaliana contra la Orden Livona dirigida por el duque Nameitis.
En los años 1280, la Orden Livona empezó una campaña masiva contra los semigalianos, que incluyó la quema de sus campos, causando así la hambruna. Los semigalianos continuaron su resistencia hasta 1290, cuando quemaron su último castillo en Sidrabene y se trasladaron hacia el sur. La Crónica rimada de Livonia afirma que 100.000 personas emigraron a Lituania, y una vez allí continuaron luchando contra los alemanes.
Las partes no conquistadas del sur de los territorios curonios y semigalianos (Sidrabe, Rakte, Ceklis, Megava etc.) fueron unidos bajo el gobierno del Gran Ducado de Lituania.

## Consecuencias

Terra Mariana en 1260.

Los territorios controlados por la Orden Teutónica en 1410

En 1227, los Hermanos Livonios de la Espada conquistaron todos los territorios daneses del norte de Estonia. Después de la batalla de Saule los miembros supervivientes de los Hermanos de la Espada se integraron en la Orden Teutónica de Prusia en 1237, y fueron conocidos como Orden Livona. El 7 de junio de 1238, por el Tratado de Stensby, los Caballeros Teutónicos devolvieron el ducado de Estonia a Valdemar II, hasta que en 1346, después del Levantamiento de la noche de san Jorge, las tierras fueron vendidas de nuevo a la Orden, y formaron parte del Estado monástico de los Caballeros Teutónicos.
Después de la conquista, toda la población local restante estaba aparentemente cristianizada. En 1535, se imprimió el primer libro en lengua nativa, un catecismo luterano. Los conquistadores mantuvieron el control militar a través de su red de castillos a lo largo de Estonia y Letonia.
La tierra fue dividida en seis principados feudales por el legado apostólico Guillermo de Módena: arzobispado de Riga, obispado de Curlandia, obispado de Dorpat, obispado de Ösel-Wiek, las tierras gobernadas por los Hermanos Livonios de la Espada y el dominio directo del rey de Dinamarca, el ducado de Estonia.